# Yazid Mansouri
Pour les articles homonymes, voir Mansouri.
Yazid Mansouri (en arabe : يزيد منصوري), né le 25 février 1978 à Revin en France, est un footballeur international algérien.le 14 août 2025, il prend du galon en devenant directeur sportif de l'ES Tunis
Formé au Havre AC, il évolue ensuite à Coventry City, à la LB Châteauroux, au FC Lorient, au Al-Siliya SC avant de terminer sa carrière professionnelle au CS Constantine.
Il compte 67 sélections en équipe nationale, dont il est capitaine de 2004 à 2010, avec qui il dispute trois coupes d'Afrique des nations et la Coupe du monde 2010.

## Biographie
Yazid Mansouri nait le 25 février 1978 à Revin en France de parents originaires des Ouacif au sud de Tizi Ouzou en Kabylie, région du nord de l'Algérie. 
Le 18 novembre 2009, face à l'Égypte, il se qualifie avec l'équipe d'Algérie pour la Coupe du monde 2010 en Afrique du Sud après une victoire en match d'appui 1-0. Demi-finaliste de la CAN 2010, il annonce sa retraite internationale peu de temps après la Coupe du monde 2010.
Le 19 juin 2010, il signe au Qatar dans le club d'Al-Siliya SC qu'il quittera un an plus tard. Après près de six mois sans club, il signe, fin décembre 2011 avec le club algérien du CS Constantine.
Il est nommé manager général de l’équipe nationale algérienne, en juillet 2014, en même temps qu'est annoncé le recrutement de Christian Gourcuff en tant que sélectionneur.
En mai 2016, après le départ de Christian Gourcuff, il devient brièvement adjoint de Nabil Neghiz.

## Statistiques
| Saison                | Club                  | Championnat           | Championnat | Championnat | Coupe nationale | Coupe nationale | Coupe de la Ligue | Coupe de la Ligue | Compétition(s) continentale(s) | Compétition(s) continentale(s) | Compétition(s) continentale(s) | Total | Total |
| Saison                | Club                  | Division              | M.          | B.          | M.              | B.              | M.                | B.                | Comp.                          | M.                             | B.                             | M.    | B.    |
| 1995-1996             | Le Havre AC B         | 4                     | 23          | 0           | -               | -               | -                 | -                 | -                              | -                              | -                              | 23    | 0     |
| 1996-1997             | Le Havre AC B         | 4                     | 30          | 0           | -               | -               | -                 | -                 | -                              | -                              | -                              | 30    | 0     |
| 1997-1998             | Le Havre AC B         | 4                     | 14          | 0           | -               | -               | -                 | -                 | -                              | -                              | -                              | 14    | 0     |
| 1997-1998             | Le Havre AC           | 1                     | 10          | 0           | 0               | 0               | 0                 | 0                 | -                              | -                              | -                              | 10    | 0     |
| 1998-1999             | Le Havre AC           | 1                     | 17          | 0           | 2               | 0               | 2                 | 0                 | -                              | -                              | -                              | 21    | 0     |
| 1999-2000             | Le Havre AC           | 1                     | 29          | 0           | 2               | 0               | 1                 | 0                 | -                              | -                              | -                              | 32    | 0     |
| 2000-2001             | Le Havre AC           | 2                     | 21          | 0           | 0               | 0               | 3                 | 1                 | -                              | -                              | -                              | 24    | 1     |
| 2001-2002             | Le Havre AC           | 2                     | 29          | 2           | 0               | 0               | 3                 | 0                 | -                              | -                              | -                              | 32    | 2     |
| 2002-2003             | Le Havre AC           | 1                     | 28          | 0           | 1               | 0               | 0                 | 0                 | -                              | -                              | -                              | 29    | 0     |
| 2003-2004             | Coventry City FC      | 2                     | 14          | 0           | 0               | 0               | 1                 | 0                 | -                              | -                              | -                              | 15    | 0     |
| 2004-2005             | LB Châteauroux        | 2                     | 31          | 1           | 1               | 0               | 0                 | 0                 | C3                             | 2                              | 0                              | 34    | 1     |
| 2005-2006             | LB Châteauroux        | 2                     | 32          | 1           | 2               | 0               | 1                 | 0                 | -                              | -                              | -                              | 35    | 1     |
| 2006-2007             | FC Lorient            | 1                     | 32          | 0           | 1               | 0               | 1                 | 0                 | -                              | -                              | -                              | 34    | 0     |
| 2007-2008             | FC Lorient            | 1                     | 30          | 0           | 2               | 0               | 0                 | 0                 | -                              | -                              | -                              | 32    | 0     |
| 2008-2009             | FC Lorient            | 1                     | 30          | 1           | 2               | 0               | 0                 | 0                 | -                              | -                              | -                              | 32    | 1     |
| 2009-2010             | FC Lorient            | 1                     | 20          | 0           | 0               | 0               | 0                 | 0                 | -                              | -                              | -                              | 20    | 0     |
| 2010-2011             | Al Sailiya SC         | 1                     | 14+1        | 0+0         | 1               | 0               | -                 | -                 | -                              | -                              | -                              | 16    | 0     |
| 2011-2012             | CS Constantine        | 1                     | 8           | 0           | 1               | 0               | -                 | -                 | -                              | -                              | -                              | 9     | 0     |
| 2012-2013             | CS Constantine        | 1                     | 6           | 0           | 0               | 0               | -                 | -                 | -                              | -                              | -                              | 6     | 0     |
| Total sur la carrière | Total sur la carrière | Total sur la carrière | 419         | 5           | 15              | 0               | 12                | 1                 | -                              | 2                              | 0                              | 448   | 6     |

## En sélection nationale
| Saison                | Sélection             | Phases finales               | Phases finales | Phases finales | Phases finales | Éliminatoires CDM | Éliminatoires CDM | Éliminatoires CDM | Éliminatoires CAN | Éliminatoires CAN | Éliminatoires CAN | Matchs amicaux | Matchs amicaux | Matchs amicaux | Total | Total | Total |
| Saison                | Sélection             | Compétition                  | M              | B              | Pd             | M                 | B                 | Pd                | M                 | B                 | Pd                | M              | B              | Pd             | M     | B     | Pd    |
| --------------------- | --------------------- | ---------------------------- | -------------- | -------------- | -------------- | ----------------- | ----------------- | ----------------- | ----------------- | ----------------- | ----------------- | -------------- | -------------- | -------------- | ----- | ----- | ----- |
| 2001-2002             | Algérie               | CAN 2002                     | 3              | 0              | 0              | -                 | -                 | -                 | -                 | -                 | -                 | 5              | 0              | 0              | 8     | 0     | 0     |
| 2002-2003             | Algérie               | -                            | -              | -              | -              | -                 | -                 | -                 | 1                 | 0                 | 0                 | 4              | 0              | 0              | 5     | 0     | 0     |
| 2003-2004             | Algérie               | CAN 2004                     | 3              | 0              | 0              | 4                 | 0                 | 0                 | -                 | -                 | -                 | 2              | 0              | 0              | 9     | 0     | 0     |
| 2004-2005             | Algérie               | -                            | -              | -              | -              | 5                 | 0                 | 0                 | -                 | -                 | -                 | 3              | 0              | 0              | 8     | 0     | 0     |
| 2005-2006             | Algérie               | -                            | -              | -              | -              | 1                 | 0                 | 0                 | -                 | -                 | -                 | 2              | 0              | 0              | 3     | 0     | 0     |
| 2006-2007             | Algérie               | -                            | -              | -              | -              | -                 | -                 | -                 | 4                 | 0                 | 0                 | 3              | 0              | 0              | 7     | 0     | 0     |
| 2007-2008             | Algérie               | -                            | -              | -              | -              | 4                 | 0                 | 0                 | 1                 | 0                 | 0                 | 3              | 0              | 0              | 8     | 0     | 0     |
| 2008-2009             | Algérie               | -                            | -              | -              | -              | 4                 | 0                 | 0                 | -                 | -                 | -                 | 2              | 0              | 0              | 6     | 0     | 0     |
| 2009-2010             | Algérie               | CAN 2010+Coupe du monde 2010 | 6+0            | 0+0            | 0+0            | 3                 | 0                 | 0                 | -                 | -                 | -                 | 4              | 0              | 0              | 13    | 0     | 0     |
| Total sur la carrière | Total sur la carrière | Total sur la carrière        | 12             | 0              | 0              | 21                | 0                 | 0                 | 6                 | 0                 | 0                 | 28             | 0              | 0              | 67    | 0     | 0     |

### Matchs internationaux
La liste ci-dessous dénombre toutes les rencontres de l'Équipe d'Algérie de football auxquelles Yazid Mansouri a pris part, du 6 octobre 2001 au 5 juin 2010.

## Palmarès

### Distinction individuelle
- Nommé dans l'équipe-type de Division 2 en 2002